# みそっかす (バンド)
みそっかすは、日本のロックバンド。
所属レーベルおよび事務所はNo Big Deal Records。2008年7月より名古屋市内のライブハウスにて活動を開始。一時期はミソッカス表記で活動。
2019年12月27日に解散を発表し、翌年の2月16日にラストライブを開催し解散した。

## 略歴
- 2006年12月 - みそっかすとして結成[3]。
- 2008年7月 - 名古屋市内のライブハウスにて活動を開始[4]。
- 2013年 - 『出れんの!?サマソニ!?』で大谷ノブ彦（ダイノジ）賞に選ばれる[5]。これにより『SUMMER SONIC 2013』の東京公演に出演[6]。
- 2014年1月1日 - バンド名を「ミソッカス」に改名[3]。
- 2015年9月16日 - シングル『ライジングレインボウ』でメジャーデビュー[7]。
- 2017年7月9日 - バンド名を「みそっかす」に戻す。同時に、「メジャー卒業」と、「着物がトレードマークのみそっかす」に戻ることを宣言[8]。
- 2019年12月27日 - 解散を発表[2]。
- 2020年2月16日 - 愛知県・CLUB UPSETで開催されたワンマンライブをもって解散[2]。

## メンバー

### 解散時のメンバー
- デストロイはるきち（1985年5月11日 - ）
ボーカル、ギター担当。
富山県出身。本名は越本喜季
現在はガストバーナーのボーカル・ギターとして活動。
- ブルマン藤井（ブルマンふじい、1987年7月21日 - ）
ベース、コーラス担当。
滋賀県出身。
- ジャンボリー加藤（ジャンボリーかとう、12月26日 - ）
ドラムス、コーラス担当。
愛知県名古屋市出身。
- マイケルTHEドリーム（マイケル・ザ・ドリーム、1988年1月27日 - ）
キーボード担当。
岐阜県出身。

### 途中脱退したメンバー
- ファック中野（ファックなかの）
ベース担当。
- ドランキー伊藤（ドランキーいとう）
ドラムス担当。
現在はXERO FICTIONのドラムとして活動。
- ノブリル（のぶりる）
ギター、コーラス担当。

## 作品
※「最高位」はオリコンチャートでの順位。

### メジャー

#### 配信限定シングル
| 発売日         | タイトル                       |
| -------------- | ------------------------------ |
| 2015年7月18日  | ライジングレインボウ(90秒ver.) |
| 2015年10月7日  | i wanna be a ハンサム          |
| 2015年10月14日 | 闇夜のキャラバン               |

### 楽曲提供
- 強がりセンセーション「UG stepper feat. MIZ」（作詞：ノブリル、デストロイはるきち 作曲：ミソッカス 編曲：ミソッカス、SiN-言霊BAND）

## タイアップ一覧
| 使用年     | 曲名                  | タイアップ                                                                 |
| ---------- | --------------------- | -------------------------------------------------------------------------- |
| ミソッカス |                       |                                                                            |
| 2014年     | マッドシュリンプス    | テレビ東京『音流〜ONRYU〜』7月度エンディングテーマ                         |
| 2015年     | i wanna be a ハンサム | 朝日放送『ビーバップ!ハイヒール』2015年10月度エンディングテーマ            |
| 2015年     | i wanna be a ハンサム | サンテレビ『バキバキ☆ビート』2015年10月度エンディングテーマ                |
| 2015年     | ライジングレインボウ  | MBS・TBS系アニメ『食戟のソーマ』オープニングテーマ                         |
| 2015年     | 沢蟹                  | 「ゆけ!ミソッカスマン」テーマソング                                        |
| 2015年     | 闇夜のキャラバン      | フジテレビ系水10ドラマ『無痛〜診える眼〜』挿入歌                           |
| 2015年     | 不思議な小屋          | テレビ東京系『たけしのニッポンのミカタ!』エンディングテーマ                |
| 2016年     | 放課後ねじまきダンス  | メ～テレ・テレビ朝日系アニメ『ヘボット!』オープニングテーマ                |
| 2017年     | ダンシングモンスター  | 中京テレビ・日本テレビ系『採用!フリップNEWS』2017年2月度エンディングテーマ |

## 主なライブ

### 出演イベント
- 2012年04月14日 - キュウソネコカミ『10代で出したかった』レコ発 "10代で廻りたかった"TOUR
- 2012年05月13日 - TOKYO BOOTLEG CIRCUIT'12
- 2012年06月03日 - SAKAE SP-RING 2012
- 2012年07月07日 - 見放題2012
- 2012年08月20日 - onion night!lv25!
- 2012年09月26日 - CLUB UPSET & SHIMOKITAZWA SHELTER & SHINJUKU LOFT presents ENDLESS SUMMER TOUR 2012
- 2012年10月20日・21日・22日・11月20日 - TOKYO BOOTLEG 2012 秋 Tour ～もしかして悪羅悪羅ですかーっ!?～
- 2012年10月28日 - REDLINE TOUR 2012
- 2012年11月03日 - MUSIC BY.
- 2013年01月05日 - 5ヵ月連続レコ発企画「KANA-BOONが人間をつくります。」第3弾!
- 2013年02月09日・10日 - キュウソネコカミ"大事なお知らせ"レコ発「僕たち解散しませんツアー」
- 2013年03月09日 - Rocket Dash Records PRESENTS えーじゃないか
- 2013年03月13日 - ココロオークション 2ndミニアルバム「深海燈」レコ発イベント 「CHOCHIN-ANCOH」
- 2013年04月18日 - KEYTALK ONE SHOT WONDER TOUR 2013
- 2013年06月08日 - SAKAE SP-RING 2013
- 2013年06月22日 - onion night!lv30!～5th Anniversary～
- 2013年06月23日 - TOKYO BOOTLEG CIRCUIT'13
- 2013年06月29日 - FUNFAIR vol.1
- 2013年07月06日 - 見放題2013
- 2013年08月04日 - キュウソネコカミ「終電前には終わります」ツアー
- 2013年08月11日 - SUMMER SONIC 2013
- 2013年08月30日・31日・9月1日 - PAN ドッターバッターツアー 2013
- 2013年10月13日 - DIVING ROCK 2013 in KANAZAWA
- 2013年10月14日 - MINAMI WHEEL 2013
- 2013年10月26日 - 音生サーキット 2013 HALLOWEEN SPECIAL
- 2013年11月08日 - キュウソネコカミ「がんばれ光彦!!」TOUR
- 2013年11月16日 - FM NORTH WAVE 20th Anniversary FM NORTH WAVE & WESS presents IMPACT!V(Powered By Radio WE!)
- 2014年02月23日 - UMIMOYASU
- 2014年03月14日 - 『初マリカ終ワリカ～MJpresents二周年記念企画～』
- 2014年04月05日 - フレデリック presents UMIMOYASU Vol.8 うちゅうにむちゅうだしろくじちゅう
- 2014年04月19日 - 04 Limited Sazabys monolith tour 2014<大阪Final>
- 2014年04月20日 - SHINJUKU LOFT 15th ANNIVERSARY「MUSIC LINXS vol.12」
- 2014年04月29日 - えーじゃないか
- 2014年05月04日 - Niigata Rainbow ROCK Market
- 2014年05月15日 - QOOLAND毎日弾こうテレキャスターツアー again 毎日行こうライブハウス～神戸フェニックス編～
- 2014年05月31日 - OTODAMA'14 ～ヤングライオン編～
- 2014年06月07日 - SAKAE SP-RING 2014
- 2014年06月14日 - ANGRY FROG REBIRTH BRAVE NEW WORLD Tour2014 -9Cities-
- 2014年06月29日 - 空きっ腹に酒「踊れ細胞」リリースツアー ～ごきげんいかがっすかツアー～
- 2014年07月05日 - 見放題2014
- 2014年07月12日 - TOKYO BOOTLEG CIRCUIT'14
- 2014年07月30日 - ミソッカス VS キュウソネコカミ
- 2014年08月16日 - TREASURE05X 2014 ～summer triangle～
- 2014年08月20日 - TRUST YOUR SOULS 10th Anniversary
- 2014年08月23日 - FREEDOM NAGOYA 2014
- 2014年10月09日 - Listen to my song! vol.5
- 2014年10月12日 - DIVING ROCK 2014 in KANAZAWA
- 2014年10月13日 - MINAMI WHEEL 2014
- 2014年10月18日・19日 - 八十八ヶ所でウンザウンザを踊る
- 2014年10月27日 - Ten Years Laterアウトストアライブ名古屋編
- 2014年11月04日 - 空きっ腹に酒 梅田CLUB QUATTRO10ヶ月連続企画
- 2014年11月08日 - WOOLY CARNIVAL
- 2014年11月09日 - BACK LIFT "Ten Years Later"TOUR2014-2015
- 2014年11月21日・12月19日 - 四星球4thフルアルバム「もはやCDではない」レコ発ツアー 『もはや…』
- 2014年11月22日 - グッドモーニングアメリカ企画フェス「あっ、良いライブここにあります。2014」
- 2014年12月16日 - 首謀者:空想委員会 大歌の改新 第二期
- 2014年12月18日 - LIVE STORAGE
- 2014年12月22日 - アルカラ7枚目"CAO"レコ発TOUR「ガイコツアー2014」
- 2014年12月31日 - KINDAMA'14-'15～謹賀魂～
- 2015年03月07日 - mihoudai.tokyo'15
- 2015年03月21日 - SANUKI ROCK COLOSSEUM 2015
- 2015年03月22日 - OTOEMON FESTA 2015
- 2015年04月04日 - 高円寺周遊フェスBOYS ON DREAM～一生青春!!～
- 2015年04月05日 - みゆふぇすvol.2
- 2015年04月10日 - TOWER RECORDS広島店 presents 「タワヒロは見たVol.4」
- 2015年04月11日 - HERE「CHAOS OF MEMORY ～HERE 会場限定DVD 発売ツアー～」
- 2015年04月25日 - "Past,Present&Future"
- 2015年04月29日 - COMIN'KOBE15
- 2015年05月18日 - GLICO LIVE "NEXT"
- 2015年06月07日 - SAKAE SP-RING 2015
- 2015年06月13日 - 宇宙フェス2015
- 2015年06月17日 - ロフト三つ巴ライブ2015 EXTRA
- 2015年06月28日 - FREEDOM NAGOYA 2015
- 2015年06月28日 - ネコフェス2015 -KUDAKENEKO ROCK FESTIVAL 2015-
- 2015年07月04日 - 見放題2015
- 2015年07月11日 - TOKYO BOOTLEG CIRCUIT'15
- 2015年08月23日 - TREASURE05X 2015 ～a great faith～ ～crossing to the future～
- 2015年08月29日 - Mix Box
- 2015年10月04日 - ZIP-FM 19th ANNIVERSARY ZIP AUTUMN SQUARE 2015
- 2015年10月11日 - DIVING ROCK 2015 in KANAZAWA
- 2015年10月12日 - MINAMI WHEEL 2015
- 2015年10月31日・11月1日・6日 - a crowd of rebellion "Daphne tour"～激烈神話! エロスの全国大暴走編～
- 2015年11月06日 - ZIP-FM「mon mon monkey」presents "mon mon land"
- 2015年11月15日 - ヒステリックパニック オトナとオモチャでアソボウゼー!!TOUR 2015 ファイナルシリーズ～大阪編～
- 2015年11月20日 - キュウソネコカミ「試練のTAIMANツアー 2015」
- 2015年11月22日 - 下北沢にて'15
- 2015年11月25日 - OTOEMON FESTA EXTRA 2015
- 2015年11月29日 - バーミーフェス Vol.2
- 2015年12月30日 - O-Crest YEAR END PARTY 2015 Special 4DAYS!
- 2016年02月03日 - 或る感覚 presents「冬の感覚祭」
- 2016年02月05日 - NOrth MUSIC,NOrth LIFE.
- 2016年02月14日 - WOOLY CARNIVAL2016
- 2016年02月23日・25日・26日 - GOODWARPツアー 2016「まちびと仕合よし!」
- 2016年02月28日 - @JAM MEETS
- 2016年03月05日 - 見放題東京2016
- 2016年03月08日・9日・10日 - ドラマチックアラスカ「はじましぶりツアー2016春～雨、ときどき雪～」
- 2016年03月13日 - TENJIN ONTAQ 2016
- 2016年03月19日 - MUSIC CUBE 16
- 2016年03月23日 - Skream!×TOWER RECORDS presents HAMMER EGG vol.2
- 2016年03月26日 - えーじゃないか
- 2016年04月16日 - 百万石見放題～1,000,000ROCK LIVE CIRCUIT～
- 2016年04月30日 - ANGRY FROG REBIRTH presents「UNDER THE DEAD Vol.6」
- 2016年05月03日 - FM802 FUNKY MARKET
- 2016年05月07日 - COMIN'KOBE16
- 2016年06月04日 - SAKAE SP-RING 2016
- 2016年07月02日 - 見放題2016
- 2016年07月08日 - ONIGAWARA ISLAND～鬼ヶ島リゾート2マンツアー2016～
- 2016年07月16日 - バズフェス
- 2016年07月17日 - GFB'16
- 2016年07月31日 - MURO FESTIVAL 2016
- 2016年08月11日 - 「onion night!」～梅田シャングリラ11周年祭WEEKLY JACK+1～
- 2016年08月20日 - TREASURE05X 2016 -burning diamonds-
- 2016年08月25日 - FABLED NUMBER『A Revolutionary』リリース・ツアー
- 2016年09月13日 - Enjoy Music,Enjoy Life 2016～ジャングル・ジャム#1～
- 2016年09月19日 - Eggs presents TOKYO CALLING 2016
- 2016年10月01日 - ZIP-FM 23rd ANNIVERSARY ZIP AUTUMN SQUUARE 2016
- 2016年10月02日 - 金沢一生青春FESTIVAL 2016
- 2016年10月07日 - SPECIAL ISSUE!!!! FINAL!!!!
- 2016年10月08日 - MINAMI WHEEL 2016
- 2016年10月10日 - TOKYO BOOTLEG CIRCUIT'16
- 2016年10月15日 - 夢チカLIVE VOL.114 × No Maps
- 2016年10月29日・30日 - ピアノゾンビ presents 骨殺しナイト
- 2016年11月20日 - まみり対バンLIVE
- 2016年11月23日 - ブタフェス ～NAMAKEBUTA METABOLIC ROCK FESTIVAL2016～
- 2016年12月03日 - the unknown forecast presents "23:59:59"
- 2016年12月11日 - バンもん!Fes.2016winter ～雪降る夜にフェスして～スピンオフ対バンイベント
- 2016年12月30日 - O-Crest YEAR END PARTY 2016 Special 4DAYS!
- 2017年01月29日 - ササシマ MUSIC BASE FES.
- 2017年02月05日 - でらロックフェスティバル 2017
- 2017年02月25日 - No Big Deal NIGHT～No Big Deal Records 5th Anniversary Party～
- 2017年03月04日 - 見放題東京2017
- 2017年03月11日 - HIROSHIMA MUSIC STADIUM-ハルバン-'17
- 2017年03月18日 - えーじゃないか
- 2017年04月21日 - 黒猫チェルシー TOUR 2017「LIVE IS A MIRACLE」
- 2017年05月10日 - folca SOBIERU TOUR -SOBIE"TATSU"-
- 2017年06月03日 - SAKAE SP-RING 2017
- 2017年06月10日 - WOOLY CARNIVAL2017
- 2017年06月11日 - ゆるめるモ! 2マンシリーズ「バトルニューニュー」
- 2017年06月24日 - FREEDOM NAGOYA 2017
- 2017年06月25日 - ネコフェス2017 くだけねこロックフェスティバル
- 2017年07月15日 - GFB'17
- 2017年07月29日 - 8フェス
- 2017年08月18日 - グッバイフジヤマ「メジャーファーストシングル「チェリー」レコ発ツアー ウィー・アー・(ノット)・チェリーボーイズ!」
- 2017年08月19日 - POT "GEMME" TOUR 2017
- 2017年08月26日 - セプテンバーミー「百鬼夜行ツアー2017」
- 2017年09月18日 - TOKYO CALLING 2017
- 2017年09月23日 - SOUND GARDEN 2017
- 2017年10月03日 - 三つ巴 ～UPSET中井 50歳祭り～
- 2017年10月08日 - MINAMI WHEEL 2017
- 2017年11月04日 - THE BOOGIE JACK pre. 「NAGOYA ROCK METEO 2017」
- 2017年11月06日 - オワリカラ会場限定シングルリリースツアー「ラブリー開発」
- 2017年11月23日 - ブタフェス ～NAMAKEBUTA METABOLIC ROCK FESTIVAL2017～
- 2017年12月15日・16日・23日 - グッバイフジヤマ×みそっかす×ナードマグネット3マン「冴え渡る俺たちの顔面ツアー」
- 2017年12月29日 - 新宿BONBA YEAH～年末元気ですか?2017-2018～ 1日目
- 2017年12月30日 - O-Crest YEAR END PARTY 2017 Special 4DAYS!
- 2018年01月23日 - ライブハウスは遊び場です。
- 2018年02月04日 - でらロックフェスティバル 2018
- 2018年02月06日 - ヤバイTシャツ屋さん "Galaxy of the Tank-top" TOUR 2018
- 2018年03月03日 - 見放題東京2018
- 2018年03月31日 - Yellow Studs presents 『GRAB』 Release Tour
- 2018年04月18日 - アシュラシンドロームpresents 俺売れツアー
- 2018年06月03日 - SAKAE SP-RING 2018
- 2018年06月24日 - ネコフェス2018
- 2018年06月30日 - ココロオークション TOUR 2018「Welcome to the Musical」
- 2018年07月07日 - 見放題2018
- 2018年07月13日 - AKAMISO CITY BOMB vol.3
- 2018年08月09日 - 『ロック合同成人式』
- 2018年08月28日 - MUSIC FARM30周年 × 絶叫する60度4周年記念合同企画『絶叫する30days』
- 2018年09月13日 - 『ロック合同成人式』
- 2018年09月16日 - TOKYO CALLING 2018
- 2018年10月07日 - MINAMI WHEEL 2018
- 2018年10月26日 - キツネツキ1st ALBUMリリースツアー「こんこん古今東西ツアー2018」
- 2018年11月24日 - バックドロップシンデレラ「本気だしてウンザウンザを踊るツアー」
- 2019年02月24日 - えーじゃないか
- 2019年03月01日 - vivid undress presents PROGRESS PROGRAM vol.19 -4th mini album『赤裸々』release tour
- 2019年03月02日 - 見放題東京2019
- 2019年03月31日 - Yellow Studs Tour 2019
- 2019年04月15日 - O-Crest 15th Anniversary ～群雄割拠～
- 2019年05月10日 - 桃源郷EXPO
- 2019年05月18日 - 武蔵野音楽祭蓮の音カーニバル2019
- 2019年06月02日 - SAKAE SP-RING 2019
- 2019年06月23日 - ネコフェス2019
- 2019年07月06日 - 見放題2019
- 2019年07月17日 - 試練の虎 × alcott企画【試練の大監禁 -5DAYS- ～alcottが5日間でやるこっと～】嫉妬の罪編
- 2019年09月14日 - TOKYO CALLING 2019
- 2019年09月25日 - ROCK the ROCK!!
- 2019年10月06日 - Burgundy presents BANAFES2019
- 2019年11月20日 - Monsters Of JAProck 10th Anniversary"OKB42 -THE FINAL DAY-"